# Attilio Alto
Attilio Alto (Bari, 15 marzo 1937 – Bari, 21 gennaio 1999) è stato un ingegnere italiano.

## Biografia
Attilio Alto nacque a Bari il 15 marzo 1937. Conseguita la laurea in Ingegneria nucleare presso il Politecnico di Torino nel 1966, prima di intraprendere la carriera universitaria, lavorò, dal 1966 al 1970, nel campo dell'impiantistica per la costruzione e l'esercizio, a piena scala, di impianti per la dissalazione di acqua marina per conto della Breda Termomeccanica.
Nel 1969 iniziò il percorso di docente universitario come assistente ordinario prima e docente incaricato poi. Perfezionava in quegli anni i propri studi con frequenti soggiorni all'estero presso l'Institut Supérieur des Matériaux et de la Construction Mécanique a Saint Ouen (Parigi), il Department of Mechanical Engineering dell'Università del Vermont (Stati Uniti) e il Department of Materials dell'Università della California.
Nel 1980 divenne ordinario di Tecnologia dei Metalli presso la facoltà di Ingegneria dell'Università di Bari. L'anno successivo era già direttore dell'Istituto di Tecnologie; mantenne l'incarico fino al 1984, allorché fu eletto preside della Facoltà, nella quale, nello stesso anno, divenne direttore del Dipartimento di Progettazione e Produzione Industriale. Dal 1986 al 1991 ha ricoperto la carica di rettore dell'Università di Bari  per poi diventare il primo rettore del Politecnico di Bari dal 1991 al 1994. Sostenne con risolutezza la realizzazione di una rete interconnessa di università e promosse la nascita dei poli universitari decentrati di Taranto e Foggia, destinati a divenire in breve tempo università autonome.
Nel 1994 si dimise dunque da rettore del Politecnico di Bari per assumere la suprema carica presso la appena fondata Università di San Marino. Stabiliva così il record di aver ricoperto ininterrottamente la carica di Rettore presso tre diverse università.
Diventato rappresentante della repubblica sammarinese nel comitato dell'insegnamento superiore viene convocato al Consiglio d'Europa a Strasburgo.

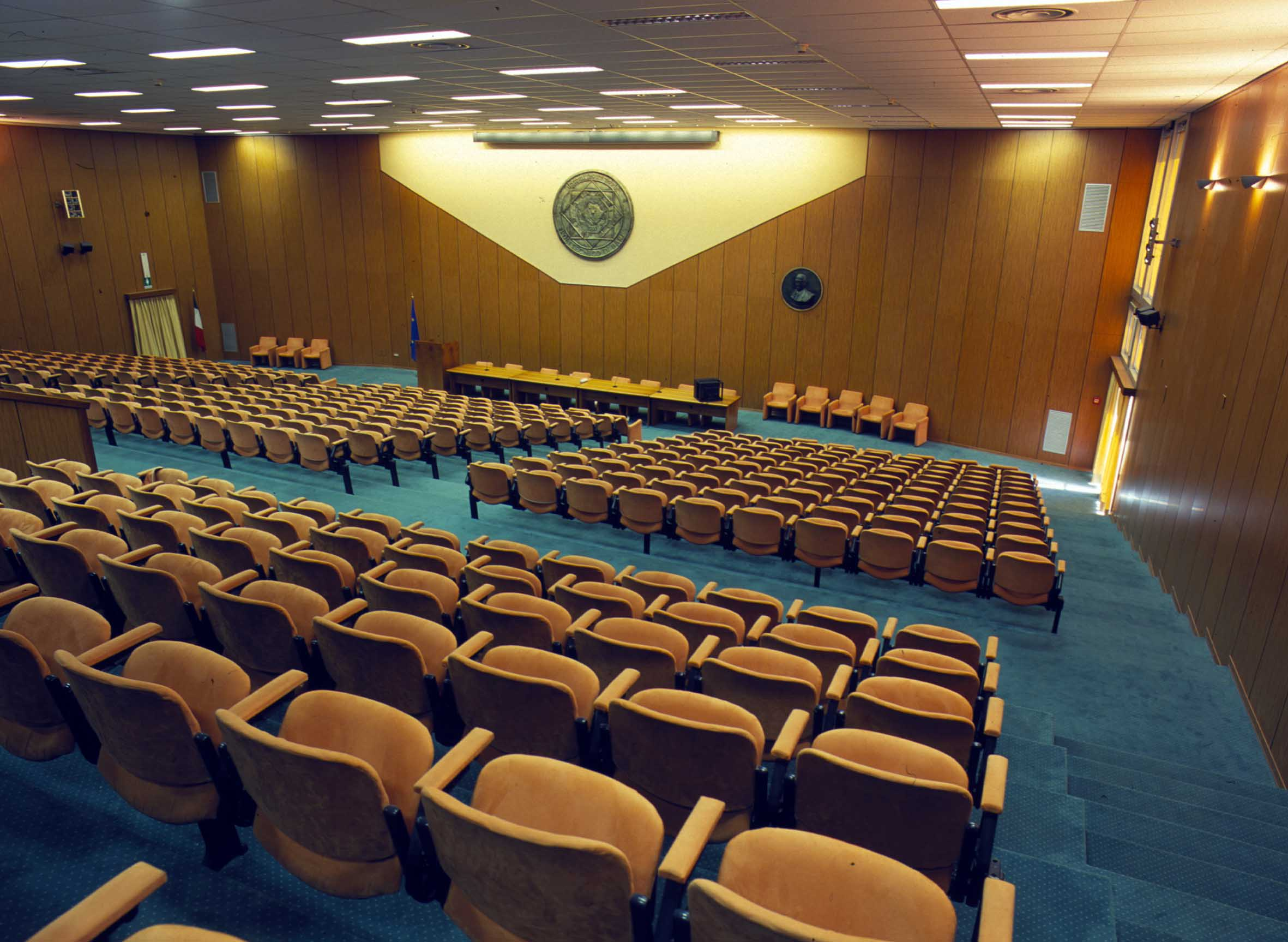
Aula Magna Attilio Alto

Nel 1996 diviene presidente di Caripuglia (Gruppo Cariplo) e, solo tre anni dopo, il 21 gennaio 1999, Attilio Alto muore prematuramente. Gli è stata intitolata l'Aula Magna del Politecnico di Bari.